# Juraj Pančík
Juraj Pančík (* 11. května 1990, Brezno, Československo) je slovenský fotbalový záložník, v současnosti působí v klubu FO ŽP ŠPORT Podbrezová.

## Klubová kariéra
Pančík je odchovancem slovenského klubu FO ŽP ŠPORT Podbrezová, se kterým slavil po sezoně 2013/14 historicky první postup klubu do nejvyšší slovenské ligy.
V 1. slovenské lize debutoval 11. července 2014 na stadionu Pasienky proti Slovanu Bratislava (porážka 1:2).

## Reprezentační kariéra
Byl členem slovenských reprezentačních výběrů U18 a U19.